# Rico Bonath
Rico Bonath (* 5. Dezember 1983 in Berlin) ist ein deutscher Handballspieler. Der Linkshänder spielte auf der Position Rückraum rechts in der 3. Liga für den Wilhelmshavener HV. Aus beruflichen Gründen ist Bonath seit Juli 2012 vertragslos.

## Karriere
Im Alter von acht Jahren begann Rico Bonath beim TBV Lemgo mit dem Handballspielen.
Mit 18 Jahren erhielt er 2002 in Lemgo seinen ersten Profivertrag und spielte unter Trainer Volker Mudrow für die erste und zweite Mannschaft. Gleich in der ersten Saison kam er zu mehreren Bundesliga- und Europapokaleinsätzen; den Höhepunkte der Saison bildete der Gewinn der Deutschen Meisterschaft im Sommer 2003.
Die zwei folgenden Jahre spielte Bonath mit Doppelspielrecht in Lemgo und für die HSG Augustdorf/Hövelhof in der 2. Liga.
Im Sommer 2004 erreichte er mit der Sportfördergruppe der Bundeswehr (trainiert vom heutigen Nationalcoach Martin Heuberger) bei der Militär-Weltmeisterschaft in Riga den 5. Platz.
In der Saison 2004/05 spielte er für Lemgo auch in der EHF Champions-League (bis zum Viertelfinale).
Im Mai 2005 erlitt Bonath im letzten Spiel für Augustdorf in Berlin einen Kreuzbandriss im rechten Knie.
Trotz der Verletzung wechselte er zum Bundesligisten Wilhelmshavener HV (Trainer Michael Biegler); nach knapp 9 Monaten Reha konnte er im Januar 2006 wieder spielen; im März 2006 riss beim Spiel in Flensburg dasselbe Kreuzband erneut. Wieder folgten 9 Monate Reha bis Dezember 2006. Die Saison 2006/07 beendete er mit dem WHV auf Platz 11. Im Folgejahr war der WHV weniger erfolgreich, im Januar 2008 wurde Biegler entlassen; in der Rückrunde trainierten „Pitti“ Petersen und Andrzey Staszewski die Mannschaft, aber zum Ende der Saison musste der WHV in die 2. Handball-Bundesliga absteigen.
Von 2008 bis 2010 spielte Bonath bei der Ahlener SG unter Trainer Jens Pfänder. Im Februar 2009 erlitt er im Heimspiel gegen Bernburg den dritten Kreuzbandriss, diesmal im linken Knie. So hieß es bis Oktober 2009 wieder schwitzen in der Reha.
Nach der Fusion von Ahlen und ASV Hamm zur HSG Ahlen-Hamm wechselte Bonath 2010 in die 3. Liga zur SVH Kassel. Das Jahr war sportlich eher enttäuschend, Kassel stieg ab.
Im Sommer 2011 nahm er die Chance wahr, zum Wilhelmshavener HV und in die Heimat seiner Lebensgefährtin zurückzukehren.

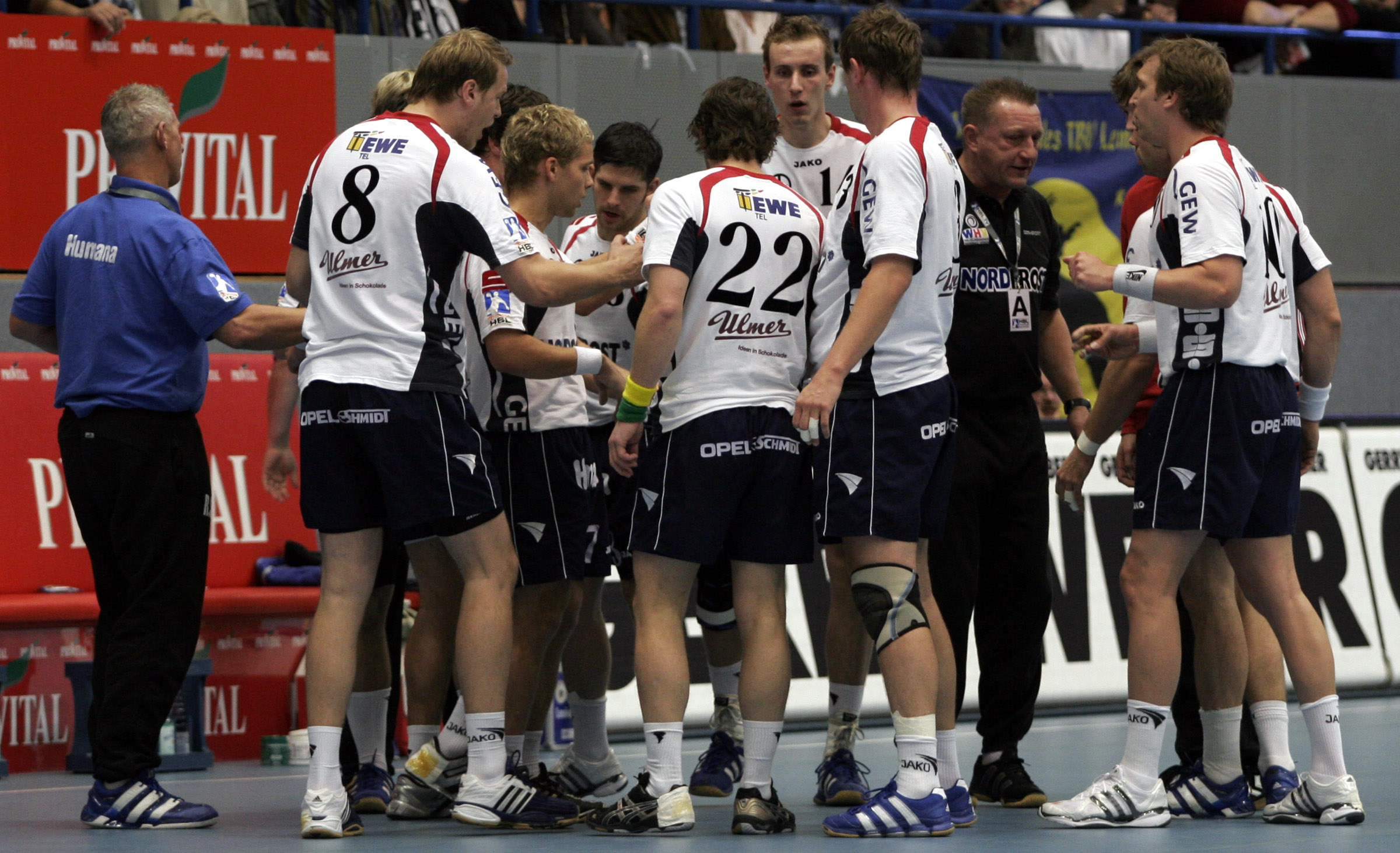
Rico Bonath 2007 beim Wilhelmshavener HV (verdeckt hinter Spieler Nr. 22, rechts neben ihm: Trainer Michael Biegler)

## Erfolge
- Deutsche Meisterschaft 2003 mit dem TBV Lemgo
- DHB-Supercup 2003 mit dem TBV Lemgo
- Platz 5 bei der Militär-WM 2004 in Riga

## Privates
Sein Vater Heiko Bonath war ebenfalls erfolgreicher Handballspieler.
Ab 2004 machte Bonath eine Ausbildung zum Bankkaufmann, die er 2006 abschloss. Er war bereits bei der Kasseler Bank in dem Beruf tätig; derzeit ist er in Wilhelmshaven bei der Sparkasse Wilhelmshaven angestellt.
Bonath ist verheiratet und hat zwei Söhne.